# Barium
Barium is een scheikundig element met symbool Ba en atoomnummer 56. Het is een zilverwit aardalkalimetaal.

## Ontdekking
Omstreeks 1500 werden bariumsulfaat bevattende stenen magische krachten toegekend, omdat ze een lichte gloed afgaven na te zijn verhit in aanwezigheid van houtskool. Zelfs na enkele jaren bleven de stenen in het donker nog nagloeien. Tegenwoordig staat dit verschijnsel bekend als fosforescentie.
Barium is voor het eerst geïdentificeerd in 1774 door Carl Wilhelm Scheele en in 1808 voor het eerst geïsoleerd door Humphry Davy door gesmolten bariumoxide te elektrolyseren.
De naam barium is afgeleid van het Oudgriekse βαρύς (barys) dat zwaar betekent.

## Toepassingen
Barium-nikkel legeringen worden gebruikt voor de elektrodes van bougies. In vacuümbuizen en fluorescentielampen wordt barium ingezet als getter vanwege zijn vocht- en zuurstofopnemend vermogen.
Daarnaast wordt barium op kleinere schaal gebruikt als hieronder opgesomd:
- De verf- en glasindustrie gebruiken bariumsulfaat (blanc fixe) als wit pigment.[1]
- Bariumcarbonaat wordt gebruikt als vergif tegen ratten.[1]
- Sommige bariumzouten (bariumsulfaat) worden gebruikt in de medische wetenschap als contrastmiddel bij het doorlichten van het spijsverteringskanaal.
- Bariumsulfaat wordt gebruikt bij de productie van rubber en harsen als vulstof.
- In condensatoren wordt bariumtitanaat gebruikt als diëlektrisch materiaal.
- In de aardolie-industrie wordt bariumsulfaat gebruikt als oppervlakte-actieve stof; het verhoogt de dichtheid van de boorvloeistof.[1][2]
- Bariumnitraat en bariumchloraat worden gebruikt in vuurwerk om gekleurde lichteffecten te genereren.[1]

## Opmerkelijke eigenschappen
Chemisch gezien is barium vrijwel identiek aan calcium. Het oxideert erg makkelijk bij blootstelling aan de lucht en reageert heftig met water en alcohol; het moet worden bewaard onder petroleum of soortgelijke zuurstofvrije vloeistoffen.

## Verschijning
Doordat barium zo makkelijk reageert met andere elementen komt het vrijwel niet ongebonden in de natuur voor. De belangrijkste bariumbron is het mineraal bariet, dat gekristalliseerd bariumsulfaat is. Op commerciële basis wordt barium geproduceerd door elektrolyse van gesmolten bariumchloride.

## Isotopen
| Stabielste isotopen | Stabielste isotopen | Stabielste isotopen      | Stabielste isotopen      | Stabielste isotopen      | Stabielste isotopen      |
| Iso                 | RA (%)              | Halveringstijd           | VV                       | VE (MeV)                 | VP                       |
| ------------------- | ------------------- | ------------------------ | ------------------------ | ------------------------ | ------------------------ |
| 130Ba               | 0,106               | stabiel met 74 neutronen | stabiel met 74 neutronen | stabiel met 74 neutronen | stabiel met 74 neutronen |
| 132Ba               | 0,101               | stabiel met 76 neutronen | stabiel met 76 neutronen | stabiel met 76 neutronen | stabiel met 76 neutronen |
| 133Ba               | syn                 | 10,51 j                  | EV                       | 5,500                    | 133Cs                    |
| 134Ba               | 2,417               | stabiel met 78 neutronen | stabiel met 78 neutronen | stabiel met 78 neutronen | stabiel met 78 neutronen |
| 135Ba               | 6,592               | stabiel met 79 neutronen | stabiel met 79 neutronen | stabiel met 79 neutronen | stabiel met 79 neutronen |
| 136Ba               | 7,854               | stabiel met 80 neutronen | stabiel met 80 neutronen | stabiel met 80 neutronen | stabiel met 80 neutronen |
| 137Ba               | 11,23               | stabiel met 81 neutronen | stabiel met 81 neutronen | stabiel met 81 neutronen | stabiel met 81 neutronen |
| 138Ba               | 71,70               | stabiel met 82 neutronen | stabiel met 82 neutronen | stabiel met 82 neutronen | stabiel met 82 neutronen |

In de natuur komen zeven stabiele bariumisotopen voor, waarvan 138Ba het meest voorkomt. Daarnaast zijn er ongeveer 20 instabiele isotopen bekend. De meeste daarvan zijn echter uiterst radioactief en hebben halveringstijden van enkele milliseconden tot enkele minuten. Alleen 133Ba vormt daar met ruim 10 jaar een uitzondering op.

## Toxicologie en veiligheid
Alle in water en zuur oplosbare bariumverbindingen zijn zeer giftig omdat zij kunnen leiden tot het opzwellen van de hersenen en lever en schade aanrichten in de nieren en het hart. Grote hoeveelheden kunnen verlamming en zelfs dood tot gevolg hebben. Zuiver barium moet onder olie worden bewaard om te voorkomen dat het aan de lucht ontbrandt. Het verwerken van bariumerts kan aanleiding geven tot de stoflongachtige aandoening baritose.